# Clan Mazzarella
Il clan Mazzarella è un sodalizio camorristico operante in diversi quartieri di Napoli. L'organizzazione è storicamente considerata una delle più potenti di tutta la camorra. Fondata dagli Zaza negli anni '40 e poi passata sotto il controllo dei fratelli Mazzarella, attualmente è divisa in diversi rami, con un reggente per ciascuno di essi.

## Boss
- Ciro Mazzarella (Napoli, 2 aprile 1940 – Napoli, 2 settembre 2018), detto 'o scellone. Arrestato nel settembre 1989[3], il 21 giugno 2002[4] e il 17 aprile 2008[5].
- Vincenzo Mazzarella (1949) detto 'o vichingo, fratello di Salvatore (Napoli, 5 aprile 1953) detto 'o cuntrario, cugino dei più noti Ciro, Gennaro e Vincenzo e padre di Gennaro (Napoli, 22 luglio 1972) detto bomba a mano, arrestato nel 2003 e nuovamente nel 2023.[6]
- Gennaro Mazzarella (Napoli, 25 settembre 1949) detto 'o schizzo. Arrestato negli anni '90.
- Salvatore Mazzarella (Napoli, 5 aprile 1953) detto 'o cuntrario, fratello di Vincenzo (1949) detto 'o vichingo e cugino dei più noti Ciro, Gennaro e Vincenzo e padre di Gennaro (23 febbraio 1976) e Vincenzo (Napoli, 24 agosto 1982) detto "Harry Potter", da non confondere con Salvatore Mazzarella deceduto nel 1995. Arrestato il 28 gennaio 2011.[7][8]
- Vincenzo Mazzarella (Napoli, 8 maggio 1956 – Milano, 5 novembre 2018) detto 'o pazzo. Arrestato il 5 luglio 1999[9] e il 16 dicembre 2004.[10]
- Franco Mazzarella (Napoli, 6 dicembre 1961)[11]
- Bruno Mazzarella (Napoli, 28 giugno 1963) scarcerato nel 2005.[12] Ras del Pallonetto di Santa Lucia.
- Luciano Mazzarella (Napoli, 7 luglio 1966) arrestato nell'ottobre 2006,[13] nell'ottobre 2011[14] e infine nel gennaio 2014.[15]. Scarcerato nel 2011 e nel 2013.[16][17]
- Pasquale Mazzarella (Napoli, 17 marzo 1968) arrestato il 18 novembre 2000[18] e il 4 gennaio 2012.[19]
- Ciro Mazzarella (Napoli, 3 maggio 1971) Arrestato il 10 febbraio 2009.[20] Scarcerato nel marzo 2017.[21] Riarrestato nuovamente nel dicembre 2022.[22] ex reggente fazione Mercato/Case Nuove.
- Francesco Mazzarella (Napoli, 14 maggio 1971) detto 'o parente. Arrestato il 4 marzo 2014[23] e il 15 febbraio 2018.[24]
- Gennaro Mazzarella (Napoli, 22 luglio 1972) detto bomba a mano, figlio di Vincenzo (1949) detto 'o vichingo. Arrestato il 9 febbraio 2000[25] e il 15 aprile 2006.[26]
- Francesco Mazzarella (Napoli, 17 giugno 1973) arrestato il 30 luglio 2002,[27] il 23 ottobre 2006 e scarcerato dopo appena una settimana di detenzione, per poi essere nuovamente arrestato il 27 novembre 2006[28] e scarcerato nel gennaio 2018[29] infine, è stato arrestato per l'ultima volta, il 16 gennaio 2019.[30]
- Gennaro Mazzarella (23 febbraio 1976) figlio di Salvatore (Napoli, 5 aprile 1953) detto 'o cuntrario, arrestato il 22 gennaio 2020.[31] Scarcerato nel febbraio 2020.[32] Attuale reggente del clan (fazione dei Mazzarella di stanza nel territorio vesuviano, San Giorgio a Cremano e Portici)
- Roberto Mazzarella (Napoli, 6 gennaio 1978) arrestato il 7 febbraio 2007. Nel 2025 viene inserito nell' elenco dei latitanti di massima pericolosità.
- Michele Mazzarella, detto  'o Fenomeno (Napoli, 14 luglio 1978), arrestato il 9 gennaio 2001 in conseguenza di una condanna a 29 anni e 2 mesi di detenzione e successivamente scarcerato nell'agosto del 2020, a séguito di uno sconto di pena di 9 anni concessogli per buona condotta.[33] Riarrestato nuovamente nel dicembre 2022.[34]
- Vincenzo Mazzarella (Napoli, 24 agosto 1982) detto Harry Potter. Arrestato il 4 febbraio 2011.[8][35] e il 24 novembre 2014.[36]
- Salvatore Barile (15 maggio 1984) arrestato il 30 maggio 2010[37] e il 16 dicembre 2016.[38] – Scarcerato nel 2018.[39] Ex reggente del clan[40] fazione San Giovanni o cosca del Rione Luzzatti (che controlla gli affari illeciti nel Rione Forcella e nel quartiere di Poggioreale). Riarrestato nuovamente nel dicembre 2022.

## Famiglia Mazzarella
Il patriarca della famiglia è Francesco Mazzarella (1922 — 16 febbraio 1998), padre di 7 figli (quattro maschi e tre femmine). Tutti avuti da Nunzia Zaza (1923).
- Ciro Mazzarella (Napoli, 2 aprile 1940 – Napoli, 2 settembre 2018) detto 'o scellone
- Giovanna Mazzarella
- Carlotta Mazzarella
- Salvatore Mazzarella (1945 — 28 maggio 1995)
- un'altra sorella
- Gennaro Mazzarella (Napoli, 25 settembre 1949) detto 'o schizzo
- Luisa Mazzarella (Napoli, 15 ottobre 1952)
- Vincenzo Mazzarella (Napoli, 8 maggio 1956 – Milano, 5 novembre 2018) detto 'o pazzo

I figli di Ciro Mazzarella (Napoli, 2 aprile 1940 – Napoli, 2 settembre 2018) detto 'o scellone e Assunta Presutto (1941) sono: 
- Franco Mazzarella (Napoli, 6 dicembre 1961)
- Bruno Mazzarella (Napoli, 28 giugno 1963)
- Luciano Mazzarella (Napoli, 7 luglio 1966)
- Massimo Mazzarella (Napoli, 16 novembre 1969)

I figli di Giovanna Mazzarella e Gennaro Ottaviano sono:
- Andrea Ottaviano (1968 – 11 giugno 2011)
- Paolo Ottaviano (20 dicembre 1973)
- Luisa Ottaviano

I figli di Salvatore Mazzarella (1945 — 28 maggio 1995) a suo tempo incensurato e impiegato al comune, sono:
- Francesco Mazzarella (Napoli, 14 maggio 1971)
- Roberto Mazzarella (Napoli, 6 gennaio 1978)

I figli di Gennaro Mazzarella (Napoli, 25 settembre 1949) detto 'o schizzo e Anna Cirelli (Napoli, 15 novembre 1951) sono:
- Ciro Mazzarella (Napoli, 3 maggio 1971)
- Francesco Mazzarella (Napoli, 17 giugno 1973)
- Annunziata Mazzarella (Napoli, 28 agosto 1977) coniugata con Alfonso Criscuolo
- Alberto Mazzarella (Napoli, 23 febbraio 1988)

Il figlio di Luisa Mazzarella (15 ottobre 1952) e Mario Barile:
- Salvatore Barile (15 maggio 1984)

I figli di Vincenzo Mazzarella (Napoli, 8 maggio 1956 – Milano, 5 novembre 2018) detto 'o pazzo sono:
- un figlio maschio nato nel 1972 avuto da una precedente relazione, la madre porta di cognome Marra.

i 6 avuti con la moglie Antonietta Virenti (Napoli, 20 luglio 1958) sono:
- Michele Mazzarella (Napoli, 14 luglio 1978)[41] sposatosi nel settembre 1996 con Marianna Giuliano (Napoli, 4 ottobre 1979) figlia di Luigi Giuliano (Napoli, 3 novembre 1949)
- Nunzia Mazzarella (Napoli, 27 maggio 1979)
- Alfonso Mazzarella (1982)
- Lucia Mazzarella (Napoli, 18 giugno 1984)
- Rita Mazzarella (Napoli, 21 maggio 1989)
- Francesco Mazzarella (Napoli, 12 agosto 1992)

Esistono anche altri Mazzarella:
tra cui, i cugini di Francesco Mazzarella (1922 – 16 febbraio 1998) che sono storici contrabbandieri del gruppo di Portici: Gaetano, Vincenzo, Ciro (1929) e Luigi.
I fratelli Vincenzo Mazzarella (1949) detto 'o vichingo e Salvatore Mazzarella (Napoli, 5 aprile 1953) detto o'cuntrario, figli di un fratello del capostipite Francesco Mazzarella (1922 - 16 febbraio 1998).
Poi ci sono anche i cugini di Ciro 'o scellone, Salvatore, Gennaro 'o schizzo e Vincenzo 'o pazzo che sono: Domenico Mazzarella (Napoli, 19 dicembre 1952) e Alfonso Mazzarella (Portici, 11 giugno 1962).
Un altro cugino Ciro Mazzarella detto 'o luongo (noto contrabbandiere) figlio di un cugino del capostipite Francesco Mazzarella (1922 - 16 febbraio 1998).
Una cugina: Anna Mazzarella (Napoli, 31 maggio 1972).
Infine vi sono: Alfonso Mazzarella (Napoli, 16 febbraio 1986) e Ciro Mazzarella (Napoli, 11 ottobre 1990).
I figli di Gaetano Mazzarella: 
- Alfonso Mazzarella (Ottaviano, 8 giugno 1943) detto 'o presidente
- Salvatore Mazzarella (1947)
- Giuseppe Mazzarella (1949)

I figli di Luigi Mazzarella: 
- Alfonso Mazzarella (1965)
- Pasquale Mazzarella (Napoli, 17 marzo 1968) detto linuccio 'o chiatto

I figli di Vincenzo Mazzarella (25 settembre 1949) detto 'o vichingo: 
- Gennaro Mazzarella (Napoli, 22 luglio 1972) detto "bomba a mano"
- Salvatore Mazzarella (Napoli, 20 luglio 1974) pentito e padre di Michele Mazzarella (1999)
- Francesco Mazzarella (1978) pentito
- Alfonso Mazzarella (6 giugno 1982) pentito

Il figlio di Domenico Mazzarella (Napoli, 19 dicembre 1952):
- Emanuele Mazzarella (Napoli, 28 maggio 1983)[44]

I figli di Salvatore Mazzarella (Napoli, 5 aprile 1953) detto o'cuntrario e Antonietta Buonomo (Napoli, 23 dicembre 1956): 
- Gennaro Mazzarella (23 febbraio 1976)
- Fortuna Mazzarella (Napoli, 24 agosto 1979)
- Vincenzo Mazzarella (Napoli, 24 agosto 1982) detto "Harry Potter"

Il figlio di Franco Mazzarella (Napoli, 6 dicembre 1961), che è a sua volta figlio di Ciro Mazzarella (Napoli, 2 aprile 1940 - Napoli, 2 settembre 2018) 'o scellone:
- Ciro Mazzarella (1988) omonimo del nonno.

La figlia di Luciano Mazzarella (Napoli, 7 luglio 1966): 
- Assunta Mazzarella

Il figlio di Salvatore Mazzarella (Napoli, 20 luglio 1974):
- Michele Mazzarella (28 aprile 1999)[45]

Il figlio di Roberto Mazzarella (Napoli, 6 gennaio 1978), a sua volta figlio di Salvatore, deceduto nel 1995: 
- Salvatore Mazzarella (omonimo del nonno)

## Aree di influenza
Santa Lucia, Mercato, Poggioreale, i cui rispettivi capi per ciascuna zona sono i fratelli Ciro, Gennaro e Vincenzo.
San Giovanni a Teduccio: era il quartiere di provenienza della famiglia Mazzarella e si spartivano i proventi illeciti equamente i tre fratelli Ciro, Gennaro e Vincenzo, poi dopo la vittoria sulla N.C.O. e dopo l'arresto dei fratelli Zaza, Salvatore e Michele, ognuno dei fratelli decise di diventare il boss del quartiere dove risiedeva (Santa Lucia, Mercato e Poggioreale) e, visto che il clan si era ormai ingrandito a tal punto , dovettero affidare la gestione degli affari illeciti nelle mani dei Formicola e dei Rinaldi, che all'epoca erano dei clan satelliti che facevano capo a loro, oggi invece i Formicola e i Rinaldi si sono ritagliati una fetta di spazio loro, i Formicola nel quartiere Bronx o Taverna del Ferro e i Rinaldi nel Rione Villa, i due clan si sono alleati e pertanto sono entrambi in contrasto con il clan Mazzarella soprattutto dopo l'omicidio di Vincenzo Di Pede avvenuto nel 2012. Attualmente per conto dei Mazzarella a San Giovanni a Teduccio opera un gruppo formato dai figli di Salvatore Mazzarella (1945 - 1995) fratello dei capi, Ciro, Gennaro e Vincenzo, anche se lui era estraneo agli affari di famiglia, i suoi figli Francesco e Roberto, hanno deciso di intraprendere la carriera criminale degli zii.
Forcella: i Mazzarella si impossessarono di Forcella dopo il matrimonio nel 1996 tra Michele Mazzarella e Marianna Giuliano.
Somma Vesuviana: vi è un clan satellite che fa capo ai Mazzarella, il clan De Bernardo.
Chiaia, Torretta e Fuorigrotta: di dominio del clan Zaza, imparentati con i Mazzarella e strettamente legati a loro negli affari.
San Giorgio a Cremano e Portici: fazione di stanza nel territorio vesuviano facente capo alla costola del clan Mazzarella, Luongo-D'Amico.
- La zona di Forcella fa sempre parte della cosca del Rione Luzzatti, facente capo a Vincenzo Mazzarella; di fatto il clan di Vincenzo è il più potente rispetto a quello degli altri due fratelli e ciò lo rende il numero uno di tutta la zona est di Napoli.
- Situazione inversa per il fratello Ciro, il suo clan è posto in accento minore o in minor misura rispetto a quello degli altri due fratelli, soprattutto dopo l'avvento degli Elia a Santa Lucia e considerando che lui era un noto contrabbandiere e di fatto anche prima non aveva un vero e proprio clan suo, ma restava di fatto il boss che comandava su tutto il territorio del Pallonetto/Santa Lucia.

### Mazzarella

#### Ramo di Ciro 'o Scellone
I Mazzarella sono divisi tra di loro in tre fazioni (si può dire che non c'è un unico capo):
La famiglia di Ciro 'o Scellone (Napoli, 2 aprile 1940 – Napoli, 2 settembre 2018) gestisce la zona di Santa Lucia e anche parte del Pallonetto (in quest'ultima zona si sono distaccati e comandano ora gli Elia) anche se inizialmente si insediò a San Giovanni a Teduccio. Questa famiglia fu la prima che instaurò le cosiddette "paranze" del contrabbando che andavano da Borgo Santa Lucia a Posillipo e da Bagnoli a Pozzuoli. Ciro 'o Scellone era un boss atipico, si può dire che non teneva un suo clan vero e proprio.
- I cui principali boss sono: 
  - anni '80 - 2018: Ciro 'o Scellone (Napoli, 2 aprile 1940 – Napoli, 2 settembre 2018) il capostipite, deceduto nel 2018.
  - anni 90 - anni 2010: Francesco Mazzarella (Napoli, 6 dicembre 1961)
  - anni 2000 - anni 2010: Bruno Mazzarella (28 giugno 1963) e Luciano Mazzarella (7 luglio 1966) quest'ultimo arrestato nel 2006[13], Luciano è anche il boss della Maddalena, zona di comando della famiglia di Vincenzo 'o Pazzo; è uno dei pochi in tutta la famiglia Mazzarella che controlla due zone che fanno capo a due fazioni diverse della stessa famiglia. Attualmente i suoi interessi sembrano essersi spostati unicamente in quelle zone, tralasciando le zone di Pallonetto e Santa Lucia ai fratelli.[47]
- mentre per quanto riguarda Massimo Mazzarella (Napoli, 16 novembre 1969), è già conosciuto dalle forze dell'ordine, ma senza legami con clan di camorra.[48]

#### Ramo di Gennaro 'o Schizzo
La famiglia di Gennaro 'o Schizzo (Napoli, 25 settembre 1949) gestisce la zona di Porta Nolana e zone limitrofe come Mercato/Case Nuove, Soprammuro o quartiere Vicaria e Tribunali, ricevendo le quote da San Giovanni a Teduccio.
- I boss del quartiere Mercato detto anche "Case Nuove" sono: 
  - anni '80 - anni '90: Gennaro Mazzarella detto 'o Schizzo (Napoli, 25 settembre 1949), il capostipite, arrestato negli anni '90.
  - anni '90 - 2000: Pasquale Mazzarella (Napoli, 17 marzo 1968),  nipote di 'o Schizzo, arrestato nel novembre 2000.[18]
  - anni 2000 - anni 2010: Ciro Mazzarella (Napoli, 3 maggio 1971), arrestato nel 2009, e suo fratello Francesco Mazzarella (Napoli, 17 giugno 1973), arrestato nel 2006. Questi due sono stati scarcerati, rispettivamente nel marzo 2017 e nel gennaio 2018, in seguito Franco è finito nuovamente in carcere nel gennaio 2019. Attualmente alla guida del Mercato/Case Nuove c'è solo Ciro.
  - anni 2010: L’indebolimento del clan, dovuto all'arresto di Ciro Mazzarella (figlio di Gennaro), ha favorito l’emergere di nuove organizzazioni criminali che hanno scatenato una guerra a Forcella. Qui gli eredi dei Giuliano, insieme ai Sibillo e alla Paranza dei Bambini, hanno generato una faida proprio contro il sodalizio dei tre fratelli eredi degli Zaza. Attualmente questa zona non si colloca più all'interno della famiglia di Vincenzo 'o Pazzo (Napoli, 8 maggio 1956 – Milano, 5 novembre 2018), ma bensì in quella di Gennaro 'o Schizzo (Napoli, 25 settembre 1949) o per meglio dire si colloca a metà strada tra la famiglia di 'o Schizzo e quella di 'o Pazzo, proprio perché l’indebolimento del clan, dovuto all'arresto di Ciro Mazzarella (figlio di Gennaro), ha favorito l’emergere di nuove organizzazioni criminali che hanno scatenato una guerra a Forcella. Qui gli eredi dei Giuliano, insieme ai Sibillo e alla Paranza dei Bambini, hanno generato una faida proprio contro il sodalizio dei tre fratelli eredi degli Zaza.
  - reggente: Salvatore Esposito (Napoli, 1º aprile 1971), arrestato nel 2010, fu il reggente della cosca per un breve periodo.[49]
  - 2010 - 2011: Salvatore Mazzarella detto 'o Cuntrario (Napoli, 5 aprile 1953), cugino di Gennaro 'o Schizzo, arrestato nel 2011, e suo figlio Vincenzo Mazzarella detto ‘Harry Potter (Napoli, 24 agosto 1982), arrestato nel 2011. Questi due in particolare controllavano anche la Maddalena e Carriera Grande (zone appartenenti alla famiglia di Vincenzo 'o Pazzo).
  - 2011 - 2011: Oreste Fido (Napoli, 19 marzo 1963), arrestato nel novembre 2011.
  - 2011 - 2011: Alfonso Mazzarella (Portici, 11 giugno 1962), arrestato nel dicembre 2011.[50]
  - 2011 - 2012: Pasquale Mazzarella (Napoli, 17 marzo 1968), nipote di 'o Schizzo, arrestato nel gennaio 2012.
  - reggente: Salvatore Del Prete (Napoli, 8 settembre 1983), arrestato nel maggio 2012.[51]
  - 2011-2012. Maurizio Ferraiuolo (1979), arrestato da latitante nel giugno 2012.[52]
  - dicembre 2012: Nel 2012 , approfittando del vuoto di potere nella famiglia Mazzarella, i Sibillo e i Giuliano decidono di formare un clan vero e proprio reclutando ragazzini giovanissimi di età.
  - aprile 2013: Vincenzo Sibillo (Napoli, 25 agosto 1966), padre di Pasquale (Napoli, 29 dicembre 1991) ed Emanuele (31 ottobre 1995 - 2 luglio 2015), viene gambizzato e i figli iniziano le prime rappresaglie contro i Mazzarella tentando di uccidere Raffaele Nasti.
  - 2013 - 2014: Luciano Mazzarella (7 luglio 1966), scarcerato nel 2013 e arrestato nel gennaio 2014.
  - 2014 - 2014: Vincenzo Mazzarella detto ‘Harry Potter (Napoli, 24 agosto 1982), arrestato nel novembre 2014.
  - reggente: Giuseppe Buonerba (Napoli, 2 settembre 1979), in seguito arrestato.
  - 2015: faida tra i Mazzarella-Del Prete-Buonerba e i Sibillo-Giuliano. In questo periodo a comandare il clan sono Maria Sibillo (moglie del boss Giuseppe Buonerba) e il cognato Gennaro Buonerba.[53]
  - 7 ottobre 2015: Gennaro Buonerba (Napoli, 24 agosto 1992), arrestato nell'ottobre 2015.
- La faida si conclude con la vittoria della Paranza dei Bambini e la cacciata dei Mazzarella a San Giovanni a Teduccio.
  - reggente: Pasquale Buonerba (Napoli, 27 marzo 1998), arrestato nel maggio 2017.[54]
  - marzo 2017: Ciro Mazzarella (Napoli, 3 maggio 1971), viene scarcerato.
  - 2018 - 2019: Francesco Mazzarella (Napoli, 17 giugno 1973), scarcerato nel gennaio 2018[29] e arrestato nel gennaio 2019, affiancato dal fratello Ciro, scarcerato appena un anno prima.
  - reggente: Antonio Cuomo, detto Naso'e Cane, arrestato nel 2017 e nel febbraio 2019.[55]
  - 2017 - presente: Ciro Mazzarella (Napoli, 3 maggio 1971), scarcerato nel marzo 2017.

#### Ramo di Vincenzo 'o Pazzo
La famiglia di Vincenzo 'o Pazzo (Napoli, 8 maggio 1956 – Milano, 5 novembre 2018) gestisce la zona di San Giovanni a Teduccio, Poggioreale, Rione Luzzatti (quartiere di Poggioreale), Forcella ed ha anche il controllo della Maddalena, le zone limitrofe come San Gaetano, Duchesca, via Duomo, San Biagio dei Librai, Porta Anticaglia, San Giovanni a Carbonara, Carriera Grande, Porta Capuana e la zona della Ferrovia, anche se inizialmente si insediarono nel solo Rione Luzzatti, dove hanno sempre comandato e dove tuttora comandano. Negli ultimi anni il loro raggio di azione si è esteso anche nei comuni di San Giorgio a Cremano e Portici. Mentre attualmente sono all'assalto dei Quartieri Spagnoli e del Rione Sanità. La famiglia di Vincenzo è quella più importante perché possiede il controllo di molte più zone rispetto a quelle dei fratelli, inoltre si può dire che al suo interno è spaccata in due fazioni, ma non divisa tra di loro come con le altre famiglie dei fratelli, ma suddivisa solamente per gestire meglio le zone che nel frattempo erano diventate troppo vaste, quella facente capo a San Giovanni a Teduccio e quella che ha il controllo di Forcella (un tempo feudo dei Giuliano), tutto questo perché la famiglia di Vincenzo si è ingrandita a tal punto con l'unione in matrimonio di Michele Mazzarella (figlio di Vincenzo) e Marianna Giuliano (figlia di Luigi Giuliano) ed ha assunto il controllo di zone come la Maddalena, la Duchesca, San Gaetano e per l'appunto Forcella. Inoltre la famiglia si è allargata ulteriormente negli ultimi anni perché si è creata una costola o per meglio dire un'articolazione del clan Mazzarella nei territori di San Giorgio a Cremano e Portici, i Luongo-D'Amico; esiste un legame di parentela tra le due cosche, i D'Amico e i Mazzarella, perché il capoclan Fabio D'Amico è il genero di Vincenzo Mazzarella.
- I boss, quelli facente capo alla fazione San Giovanni a Teduccio sono: 
  - anni '90 - anni 2000: Vincenzo Mazzarella detto 'o Pazzo (Napoli, 8 maggio 1956 – Milano, 5 novembre 2018) il capostipite, arrestato nel 1999 e nel 2004 e deceduto in carcere nel 2018.
  - anni 2000 e anni 2010: Francesco Mazzarella detto 'o Parente (Napoli, 14 maggio 1971) arrestato nel 2014[23] e suo fratello Roberto Mazzarella (Napoli, 6 gennaio 1978), arrestato nel 2007.
  - reggente: Oreste Fido (Napoli, 19 marzo 1963) arrestato nel novembre 2011. Oreste, in particolare quando cominciò la guerra con i Ferraiuolo-Stolder nel 2011, che anticipò quella contro la "Paranza dei Bambini", operò lui stesso nella zona della Maddalena (zona di competenza di Michele Mazzarella, figlio di Vincenzo) e in quella di Porta Nolana (zona di competenza della famiglia di Gennaro 'o Schizzo), in assenza dei rispettivi capi, ormai detenuti (in carcere).[58]
  - 2011 - 2012: Clemente Amodio, esponente di primo piano della cosca dei "Mazzarella", arrestato assieme a Pasquale Mazzarella nel gennaio 2012.[19]
  - reggente: Salvatore Donadeo (Napoli, 23 febbraio 1976) detto 'o Puzzolente, arrestato nell'ottobre 2015.[59]
  - anni 2010 - 2016: Francesco Rinaldi (classe 1990)[60] figlio omonimo di Francesco Rinaldi (Napoli, 20 luglio 1958) detto 'o Pascia’, arrestato nell'ottobre 2016[61]. Francesco, nonostante fosse un membro della famiglia Rinaldi, controllava per conto della famiglia di Vincenzo e Michele Mazzarella la zona che conduce al Mercatino, il lato che va dalla statua di Garibaldi a scendere verso Corso Umberto.
  - 2016 - 2016: Salvatore Barile (15 maggio 1984) arrestato nel dicembre 2016.[62]
  - anni 2010 - 2018: Francesco Mazzarella detto 'o Parente (Napoli, 14 maggio 1971), arrestato nel febbraio 2018.
  - reggenti: Maurizio Donadeo (Napoli, 1978)[63], Salvatore Fido (Napoli, 26 marzo 1987) e Umberto Luongo (San Giorgio a Cremano, 29 luglio 1977), i primi due arrestati rispettivamente nel settembre e nell'ottobre 2018, mentre il terzo nel 2019.[64]
  - 2018 - presente: Salvatore Barile (15 maggio 1984) arrestato nel dicembre 2016 e scarcerato nel 2018. Quest'ultimo adesso appoggia i Sequino della Sanità per il controllo dei Quartieri Spagnoli.
  - clan satellite: A Carriera Grande alla famiglia Papi era consentito trafficare in droga con la pretesa dei Mazzarella di essere riforniti oppure, nei casi in cui i Mazzarella disponevano di grossi quantitativi di droga procurati attraverso le loro fonti, i Papi erano costretti ad acquistarla in parte. La zona della Ferrovia è controllata da tre fazioni criminali: il lato dove sta il bar Messico è gestito dai Contini e dai Licciardi; il lato di fronte al bar Messico era gestito dalla famiglia di Alfonso Criscuolo, genero di Mazzarella e da Raffaele Caldarelli.[65]

#### Altri ramificazioni
- Nelle zone di Forcella, Maddalena, Duchesca e San Gaetano (le ex zone dei Giuliano) comandano: 
  - anni '90 - anni 2000: Michele Mazzarella (Napoli, 14 luglio 1978) con sua moglie Marianna Giuliano (Napoli, 4 ottobre 1979) arrestati rispettivamente nel 2001 e nel 2007. Quest'ultima è stata scarcerata nel 2019.[66]
  - reggenti: Paolo Ottaviano (20 dicembre 1973), arrestato nell'ottobre 2008 e Salvatore Barile (15 maggio 1984), arrestato nel maggio 2010.
- a seguito dei loro arresti ci fu una contesa nella famiglia Mazzarella per la spartizione delle zone, si contesero la leadership Luciano Mazzarella (figlio di Ciro 'o Scellone) e suo cugino Salvatore Barile con altri due cugini, Paolo e Andrea Ottaviano; a vincere la disputa furono Luciano e Salvatore perché Paolo fu arrestato nel 2008 mentre Andrea fu ucciso nel giugno 2011. Attualmente queste zone non si collocano più all'interno della famiglia di 'o Pazzo, ma bensì in quella di Gennaro 'o Schizzo, per due motivi, essendo limitrofe (confinanti) con le zone gestite dalla famiglia di quest'ultimo e per non farle cadere in mano nemica, ma sempre nelle mani di un "Mazzarella" in assenza del vuoto di potere lasciato dalla famiglia di 'o Pazzo che vedeva imprigionati molti di loro anche tra i parenti più prossimi (nel corso degli anni infatti le due famiglie si sono scambiate reciproci favori a vicenda); per meglio dire queste zone si collocano a metà strada tra la famiglia di 'o Schizzo e quella di 'o Pazzo, lo dimostra il fatto che nel corso degli anni hanno preso il potere in quelle zone i parenti più prossimi dei Mazzarella ossia Salvatore Mazzarella 'o Cuntrario, cugino di Gennaro e Vincenzo, Andrea Ottaviano, nipote dei Mazzarella e Salvatore Barile, altro nipote dei Mazzarella. Inizialmente la zona di Forcella, come quella della Maddalena e della Duchesca erano state assegnate a Michele Mazzarella, figlio di Vincenzo 'o Pazzo, poiché aveva contratto matrimonio con Marianna Giuliano, figlia di Luigi Giuliano, una volta pentitisi questi ultimi (4 dei 6 fratelli si sono pentiti), il clan si è sgretolato e hanno fatto posto a quelli che erano i parenti criminalmente più ambiziosi dei Giuliano, ossia i Mazzarella.
  - anni 2000 - 2011: Andrea Ottaviano (1968 - 11 giugno 2011) assassinato nel giugno 2011, Luciano Mazzarella (7 luglio 1966), scarcerato nel 2011 e arrestato nell'ottobre 2011 e Oreste Fido (Napoli, 19 marzo 1963) arrestato nel novembre 2011.
  - reggente: Salvatore Del Prete , arrestato nel maggio 2012.[51]
  - 2011-2012. Maurizio Ferraiuolo (1979), arrestato da latitante nel giugno 2012.[52]
  - fine 2012: Nel 2012, approfittando del vuoto di potere nella famiglia Mazzarella, i Sibillo e i Giuliano decidono di formare un clan vero e proprio reclutando ragazzini giovanissimi di età.
  - aprile 2013: Vincenzo Sibillo (Napoli, 25 agosto 1966), padre di Pasquale (Napoli, 29 dicembre 1991) ed Emanuele (31 ottobre 1995 - 2 luglio 2015) Sibillo, viene gambizzato e i figli iniziano le prime rappresaglie contro i Mazzarella tentando di uccidere Raffaele Nasti.
  - 2013 - 2014: Luciano Mazzarella (7 luglio 1966), scarcerato nel 2013 e arrestato nel gennaio 2014.
  - anni 2010 - 2014: Vincenzo Mazzarella detto “Harry Potter” (Napoli, 24 agosto 1982), arrestato nel 2014.
  - reggente: Giuseppe Buonerba (Napoli, 2 settembre 1979), in seguito arrestato.
  - 2015: faida tra i Mazzarella-Del Prete-Buonerba e i Sibillo-Giuliano. In questo periodo a comandare il clan sono Maria Sibillo (moglie del boss Giuseppe Buonerba) e il cognato Gennaro Buonerba.[53]
  - 7 ottobre 2015: in seguito ad un blitz vengono arrestati boss e sodali del clan Buonerba, tra cui il boss Gennaro Buonerba (Napoli, 24 agosto 1992).
- La faida si conclude con la vittoria della Paranza dei Bambini e la cacciata dei Mazzarella a San Giovanni a Teduccio. Dopo l'arresto dei Buonerba , anche da prima, a gestire le zone di Forcella, della Maddalena e della Duchesca non vi sono più i Mazzarella, ma bensì la Paranza dei Bambini.
  - reggente: Francesco Rinaldi (classe 1990)[60] figlio omonimo di Francesco Rinaldi (Napoli, 20 luglio 1958) detto 'o Pascia’, arrestato nell'ottobre 2016.[61] Francesco, nonostante fosse un membro della famiglia Rinaldi, controllava per conto della famiglia di Vincenzo e Michele Mazzarella la zona che conduce al Mercatino, il lato che va dalla statua di Garibaldi a scendere verso Corso Umberto.
  - 2016 - 2016: Salvatore Barile (15 maggio 1984), arrestato nel dicembre 2016.[67]
  - 2017: Gaetano Ferraiuolo , arrestato nel gennaio 2017. Quest'ultimo asserente al clan Stolder-Ferraiuolo (costola dei Mazzarella).
  - 2017: Pasquale Buonerba (Napoli, 27 marzo 1988), arrestato nel maggio 2017[54]. Appartenente al clan Del Prete-Buonerba (sottogruppo del clan Mazzarella).
- Dopo l'arresto di Buonerba si afferma un nuovo clan mazzarelliano in contrasto con la Paranza dei Bambini, i "Perez-Iodice", nato appunto dalle file dei Buonerba.[68]
- Nel 2019 il gruppo Giuliano-Sibillo-Brunetti-Amirante, meglio noto come Paranza dei Bambini, a causa della giovane età dei suoi affiliati, è ancora attivo, ma fortemente indebolito.
  - 2019 - presente: Marianna Giuliano (Napoli, 4 ottobre 1979), arrestata nel 2007 e scarcerata nel 2019.
  - 2020 - presente: Michele Mazzarella (Napoli, 14 luglio 1978), arrestato nel 2001 e scarcerato nel 2020.
- San Giorgio a Cremano: Umberto Luongo (San Giorgio a Cremano, 29 luglio 1977), arrestato nel 2019.
  - 2019 - 2020: Gaetana Visone (moglie di Umberto Luongo), arrestata nel 2020.
  - 2019 - presente: Giancarlo F., divenuto il reggente dopo l'arresto di Umberto Luongo.[64]
  - 2020 - presente: Gennaro Mazzarella (23 febbraio 1976), figlio di Salvatore 'o Cuntrario (Napoli, 5 aprile 1953) e nipote omonimo di Gennaro 'o Schizzo (Napoli, 25 settembre 1949), arrestato nell'aprile 2006 e infine nel gennaio 2020, per poi essere scarcerato nel febbraio 2020. Lui non faceva capo inizialmente alla fazione San Giovanni, ma bensì a quella del Mercato/Case Nuove, sotto l'influenza della famiglia di Gennaro 'o Schizzo.
- Portici: i fratelli Fabio D'Amico (1976), Salvatore D'Amico (1973), detto 'o Pirata, e Umberto D'Amico (1980), arrestati rispettivamente nel 2016[69], nel 2018[70] e nel 2019[71]. Dopo l'arresto di Salvatore e il pentimento di Umberto a rappresentare i Mazzarella sul territorio di Portici sono: Patrizio Fiume (classe 1982), Giovanni Chivasso (Napoli, 5 ottobre 1972) e Paolo De Mato (7 giugno 1997), quest'ultimo arrestato nel dicembre 2019.
- Castello di Cisterna: già nei primi anni 2000 i Mazzarella (all'epoca diretti da Vincenzo 'o Pazzo e suo nipote Roberto Mazzarella) avevano messo piede nel territorio di Marigliano[72]. Secondo gli inquirenti ci sarebbe uno scontro tra i Mazzarella, gli Ianuale e i Capasso.[73]
- Somma Vesuviana: secondo gli inquirenti la famiglia De Bernardo (vicina ai Mazzarella), articolata in tre sottogruppi, controlla lo spaccio su quella zona per conto dei Mazzarella.[74][75]

Nel corso degli anni la famiglia di Vincenzo Mazzarella ha inglobato altri clan come i Misso e i Sarno formando così uno dei cartelli più influenti dell'epoca: i Misso-Mazzarella-Sarno (che poi in seguito si sarebbero ingranditi a tal punto, come se già di per sé non bastassero, fino a diventare un mostro a "quattro teste": i Misso-Mazzarella-Sarno-Di Lauro, alleati anche con i Giuliano per un breve lasso di tempo, come svelato dal pentito Salvatore Giuliano), di cui vi era a capo proprio Vincenzo Mazzarella dopo l'arresto di Giuseppe Misso. Si allearono poi con i Buonerba-Del Prete durante la faida con i Sibillo-Giuliano (2013-2015), con i Luongo-D'Amico (costola degli stessi Mazzarella operante a San Giorgio a Cremano) per la faida con i Vollaro nelle zone di San Giorgio a Cremano e Portici (attualmente) ed infine con i Sequino della Sanità per il controllo del Rione Sanità (da parte dei Sequino) e dei Quartieri Spagnoli (da parte dei Mazzarella).

### Zaza
Esistono inoltre gli Zaza, del quartiere Fuorigrotta, ramo della famiglia Mazzarella.
L'ultimo capo del ramo Zaza, Salvatore Zaza, era coinvolto in un ampio piano di traffico internazionale di cocaina dal Perù verso l'Europa, con l'intenzione di acquisire il controllo totale del porto di Callao; uno dei suoi contatti era Gerald Oropeza, uno dei maggiori trafficanti di droga in Perù. Secondo la DEA, Zaza gestiva oltre 500 milioni di dollari all'anno nelle spedizioni di cocaina attraverso i porti del paese verso l'Europa. Zaza è stato arrestato a Barcellona nel 2009.
Nel 2014, l'agenzia antimafia ha sequestrato 400 milioni di euro che appartenevano al clan Zaza, secondo gli inquirenti i soldi erano investiti in macchine, ristoranti, alberghi, ditte edili, sale scommesse e cavalli. I sequestri sono stati effettuati principalmente a Roma, ma anche a Genova, Gorizia e Caserta. Le indagini si sono concentrate su Ciro Smiraglia, referente per le attività economiche del clan sulla capitale.
Nel 2016, sono stati sequestrati beni per un valore di 3 milioni di euro al boss Zaza. Tra i beni finiti sotto sequestro ci sono quattro magazzini di circa venticinque metri quadrati, un magazzino di quaranta metri quadrati, un appartamento, una Smart Fortwo Coupé, una motocicletta Mv Agusta Brutale 800 Dragster, quindici conti correnti, patrimoni aziendali e le quote societarie di diverse società.
- E in queste zone, in particolare Chiaia, Torretta e Fuorigrotta hanno comandato: 
  - anni '40 - anni 70: Salvatore Zaza (Napoli, 5 novembre 1925), arrestato il 21 settembre 1985.
  - anni '70 - anni 90: Michele Zaza (Procida, 10 aprile 1945 – Roma, 18 luglio 1994), arrestato per l'ultima volta il 12 maggio 1993.
  - anni '90 - anni 2000: Pasquale Zaza, nipote di Salvatore e Michele.
  - anni 2000 - 2009: Salvatore Zazo (il cognome Zazo è dovuto ad un errore di trascrizione dell'anagrafe)
  - 2009 - presente: sconosciuto

## Faide
- faida tra i Mazzarella e i Rinaldi: un tempo alleati, i Mazzarella da un lato e dall'altro i Rinaldi, famiglia storica del Rione Villa di San Giovanni a Teduccio, fino al 1989 fedelissimi di Vincenzo Mazzarella e fratelli. Tutto filò liscio fino a quando un boss dei Rinaldi non cominciò ad essere troppo ingombrante e fu ucciso. Quest'agguato portò ad una guerra con decine di morti protrattasi fino ad oggi.[86]
- seconda faida di Forcella: scoppiò in seguito all'avvento dei Mazzarella a Forcella; alcuni componenti dei Giuliano (tra cui Ciro Giuliano 'o Barone[87]) non accettarono di buon grado l'entrata in scena dei Mazzarella. Inevitabile la spaccatura all'interno dell'organizzazione e soprattutto all'interno della famiglia; i Mazzarella si allearono con alcuni personaggi di buon livello della camorra. Dall'altra si organizzarono, per combattere il clan Mazzarella, altri giovanissimi imparentati con i Giuliano. Questo portò ad alcuni omicidi, tra cui quello dello stesso Ciro Giuliano e di Annalisa Durante, vittima quattordicenne innocente morta in un agguato con obiettivo un nipote della famiglia Giuliano.[88]
- terza faida di Forcella: iniziata a marzo 2013 e terminata il 2 luglio 2015 con l'omicidio del baby-boss Emanuele Sibillo (31 ottobre 1995 – 2 luglio 2015), la faida vedeva contrapposti da un lato il clan Giuliano (figli e nipoti di Pio Vittorio), il clan Mazzarella, il clan Del Prete ed il clan Buonerba, dall'altro la cosiddetta Paranza dei Bambini, così chiamata per via della giovane o giovanissima età dei suoi componenti, afferenti al cartello camorristico formato dai giovani della famiglia Giuliano (nipoti e pronipoti di Giuseppe), in conflitto con i loro parenti da molti anni, affiancati dai clan Sibillo, Brunetti e Amirante, quest'ultimi alleati del clan Ferraiuolo-Stolder e appoggiati esternamente dal gruppo Rinaldi di San Giovanni a Teduccio, per il controllo dei rioni di Forcella, Maddalena e Duchesca. La faida si conclude con la cacciata dei Mazzarella a San Giovanni a Teduccio e la vittoria della Paranza dei Bambini a Forcella, nonostante l'agguato mortale ai danni del boss Sibillo.
- faida tra i Vollaro e i Mazzarella[89]: i primi intenzionati a ristabilire la propria egemonia sul territorio, i secondi interessati nell'espandere i loro territori nella zona di influenza dei Vollaro[90]. Con l'omicidio di Ciro D'Anna, avvenuto il 23 dicembre 2019, è emersa la notizia che il clan Vollaro sarebbe in guerra con il clan Mazzarella a causa degli interessi di quest'ultimo nell'espandere i loro territori nella città di Portici, storica roccaforte del clan Vollaro. In passato c'erano già stati degli omicidi che si inquadrano nell'attuale scontro, risalenti addirittura all anno 2012, dall'omicidio di Vincenzo Cotugno, per poi passare all'omicidio di Lucio Sannino nel 2014, l'omicidio di Vincenzo Provvisiero nel 2017 e infine i tentati omicidi di Carlo Vollaro, nel 2018, e di Giovanni Chivasso, nel 2019.[91][92]

## Storia
Nacque come un gruppo malavitoso dedito al contrabbando di sigarette. I Mazzarella iniziarono ad imporsi sulla scena criminale negli anni cinquanta, quando la famiglia instaurò le cosiddette "paranze" del contrabbando da Santa Lucia a Posillipo, da Bagnoli a Pozzuoli. Negli anni cinquanta, sessanta e settanta erano attivi soprattutto i fratelli Zaza, zii dei Mazzarella, con a capo Michele Zaza. Dopo diversi anni la gestione dell'impero passò ai nipoti di Michele Zaza, i fratelli Mazzarella, i figli di Francesco Mazzarella: Ciro, detto 'o Scellone, Gennaro, detto 'o Schizzo, e Vincenzo, detto 'o Pazzo. Questi ultimi durante gli anni ottanta e novanta finirono coinvolti in molte guerre di camorra che portarono alla morte di decine e decine di affiliati, tra cui anche il mammasantissima Francesco, che morì in un agguato all'uscita del carcere di Poggioreale nel 1998 (l'obiettivo era allora il figlio Vincenzo e i mandanti furono i vertici dell'Alleanza di Secondigliano).
Negli anni settanta l'avvento di Raffaele Cutolo iniziò a smuovere gli equilibri di potere in città e giocoforza la famiglia Zaza/Mazzarella dovette schierarsi. Cutolo fece la richiesta a Michele Zaza di una tangente di cinquantamila lire su ogni cassa di sigarette dando così il via alla guerra con la federazione della Nuova Famiglia, ai vertici della quale vi erano anche i fratelli Mazzarella.
Dopo che Michele Zaza si fece da parte, i tre fratelli cominciarono ad apparire indipendenti, anche sotto il profilo geografico d'influenza: Vincenzo si era insediato nel Rione Luzzatti, nel quartiere di Poggioreale, Gennaro si insediò nella zona del Mercato e Ciro si collocò fra San Giovanni a Teduccio e il Pallonetto di Santa Lucia, dedicandosi soprattutto al contrabbando di sigarette. Nel maggio del 1995 viene ucciso Salvatore Mazzarella, 50 anni, fratello di Ciro, Gennaro e Vincenzo. Nel 1996 Marianna Giuliano, figlia di Luigi Giuliano, sposò Michele Mazzarella, figlio di Vincenzo Mazzarella: quell'unione servì a rafforzare i rapporti tra i due clan più importanti del centro storico e della periferia orientale. Alla fine degli anni novanta, la famiglia Mazzarella entrò in guerra con l'Alleanza di Secondigliano, in particolare contro la famiglia Contini del Vasto-Arenaccia; questa faida portò a decine di morti fra i quali anche il patriarca Francesco, con una escalation nel mese di febbraio del 1998 che portò a dieci morti in nove giorni. Negli anni duemila il clan si è esteso anche alla provincia nord di Napoli, in comuni come Acerra, Marigliano, Mariglianella e Brusciano, grazie all'alleanza con le famiglie locali. A Napoli città, invece, la famiglia Mazzarella iniziò a far parte del potente cartello denominato dagli inquirenti Misso-Mazzarella-Sarno (che ingloba comunque altre famiglie minori). Tuttavia, nel 2008, questa forte alleanza venne spezzata dal clan Sarno, portando la zona periferica orientale di Napoli ad una nuova e sanguinosa guerra.

## Fatti storici
- Il 28 maggio 1995 viene ammazzato Salvatore Mazzarella (1945 – 28 maggio 1995) fratello di Ciro, Gennaro e Vincenzo.
- Il 16 febbraio 1998 viene ammazzato all'uscita del carcere di Poggioreale il patriarca della famiglia Francesco Mazzarella (1922 – 16 febbraio 1998), il reale obiettivo dell'agguato era suo figlio Vincenzo.
- Il 5 luglio 1999 viene arrestato in Francia, precisamente a Nizza, il boss latitante Vincenzo Mazzarella (Napoli, 8 maggio 1956 – Milano, 5 novembre 2018).
- Il 12 marzo 2002 tentato omicidio di Francesco Mazzarella (Napoli, 6 dicembre 1961), figlio di Ciro 'o Scellone[96].
- Il 10 giugno 2002 viene arrestato in Spagna il latitante Ciro Mazzarella (Napoli, 2 aprile 1940 – Napoli, 2 settembre 2018), tornerà libero nel 2006.
- Il 17 dicembre 2004 viene identificato e nuovamente arrestato all'interno del parco Eurodisney, a Parigi, il latitante Vincenzo Mazzarella (Napoli, 8 maggio 1956 - Milano, 5 novembre 2018).
- Il 15 aprile 2006 viene arrestato Gennaro Mazzarella, 33 anni, nipote omonimo di 'o Schizzo, era latitante da un mese, ovvero dal 16 marzo 2006.
- Il 27 novembre 2006 viene arrestato Francesco Mazzarella, 33 anni, figlio di Gennaro.[97]
- Il 7 febbraio 2007 viene arrestato il latitante Roberto Mazzarella (Napoli, 6 gennaio 1978), figlio di Salvatore (1945 - 1995).
- Il 18 gennaio 2009 viene arrestato Salvatore Zaza, che gestiva un ingente traffico di cocaina da Barcellona.[98]
- Il 10 febbraio 2009, dopo due anni di latitanza, Ciro Mazzarella viene arrestato a Santo Domingo.[20]
- Il 20 gennaio 2010 sequestrano beni per 900.000 euro a Francesco Mazzarella (Napoli, 6 dicembre 1961), figlio di Ciro 'o Scellone, ritenuto membro apicale del clan.[99]
- Il 28 gennaio 2011 vengono arrestate 14 persone, tra cui Salvatore Mazzarella detto 'o Cuntrario (Napoli, 5 aprile 1953), cugino di Ciro, Gennaro e Vincenzo.[7]
- Il 4 febbraio 2011 si costituisce Vincenzo Mazzarella, detto "Harry Potter" (Napoli, 24 agosto 1982).[35]
- Il 4 marzo 2012 vengono arrestati dalla Guardia di Finanza due latitanti del clan Mazzarella: Pasquale Mazzarella e Clemente Amodio.[19]
- Nel gennaio 2014 vengono arrestate 49 persone[15], tra cui Luciano Mazzarella, il boss della Maddalena.
- Il 4 marzo 2014 vengono arrestate per racket 9 persone dei clan Mazzarella e Contini, tra cui Francesco Mazzarella.[23]
- Il 24 novembre 2014 viene arrestato nuovamente Vincenzo Mazzarella, detto "Harry Potter" (Napoli, 24 agosto 1982).[36]
- Il 7 ottobre 2015, in seguito ad un blitz, vengono arrestati boss e sodali del clan Buonerba, storicamente legati ai Mazzarella, in guerra con i nemici del cartello criminale Giuliano-Sibillo-Brunetti-Amirante.[100]
- Il 16 dicembre 2016 viene tratto in arresto il latitante Salvatore Barile, figlio di Luisa Mazzarella e ritenuto elemento apicale del clan Mazzarella.[101]
- Il 15 febbraio 2018 vengono arrestate 9 persone, tra cui il capoclan Francesco Mazzarella detto 'o Parente (Napoli, 14 maggio 1971), figlio del defunto Salvatore (1945 - 1995).[102]
- Nel luglio 2018 vengono effettuati 17 arresti contro i Mazzarella.[103]
- Il 2 settembre 2018 è morto il boss Ciro Mazzarella nella sua villa a Posillipo.
- Il 31 ottobre 2018 viene arrestato da latitante Salvatore Fido (Napoli, 26 marzo 1987), reggente del clan Mazzarella.
- Il 5 novembre 2018, nel carcere di Opera, muore Vincenzo Mazzarella, capo storico del clan.
- Nel gennaio 2019 viene arrestato Francesco Mazzarella (Napoli, 17 giugno 1973), figlio di Gennaro e capo dell'omonimo clan.[30]
- Il 2 dicembre 2019 vengono arrestate 3 persone accusate di estorsione per conto del clan D'Amico-Mazzarella: Umberto Luongo, Salvatore Autiero e Paolo De Mato. Due di questi (Luongo e Autiero) erano già detenuti per l'omicidio Mignano.[104]
- Il 22 gennaio 2020 vengono arrestate 34 persone tra San Giorgio a Cremano, Napoli e Portici del clan D'Amico-Luongo, ritenuto un’articolazione del clan Mazzarella.[31]